# Ioan al III-lea de Neapole
Ioan al III-lea (d. sfârșitul lui 968/începutul lui 969) a fost cel mai longeviv duce de Neapole, domnind între 928 și 968.
Ioan a fost fiul și succesorul ducelui Marin I de Neapole.
La începutul domniei sale, a purtat lupte împotriva sarazinilor, cu care a încheiat ulterior un tratat, după ce aceștia au apărut în fața zidurilor Neapolelui în anul 929. În continuare, s-a aliat cu principele longobard de Benevento, Atenulf al III-lea, cu care a semnat un pact, ca și cu Landulf I de Benevento, îndreptat împotriva bizantinilor. O forță a fost trimisă de la Constantinopol în Apulia, așa încât vasalii rebeli au fost constrânși să recunoască din nou autoritatea împăratului din Bizanț. Ulterior, Ioan a confirmat tratatul cu principii longobarzi salve fidelitate sanctorum imperatorum.
În 946, Ioan s-a aliat cu principele Landulf al II-lea de Benevento, alături de care a întreprins o invazie asupra Salerno, cu intenția de a-l depune pe principele Gisulf I. Cei doi aliați au fost înfrânți de către o armată condusă de patrikios-ulMastalus I de Amalfi, iar Ioan a fost nevoit să se retragă în Napoli. Landulf și-a schimbat politica de alianțe și s-a raliat lui Gisulf, trecând la atacarea ducatului de Neapole, inițiativă care s-a soldat cu cucerirea Nolei.
În 949, Ioan a făcut o donație bisericii sfinților Severin și Sossus, care este posibil să fi fost întemeiată de către unul dintre predecesorii săi. În 950, el însuși a fondat biserica Sfântului Mihail Porta Nova din Napoli. În 955, a încercat încă o dată să îndepărteze dominația imperială bizantină și încă o dată trupe bizantine au fost trimise în Italia de sud, sub comanda strategos-ului de Calabria și Langobardia, Marin Argyrus. Fiindu-i refuzată intrarea în Napoli, comandandul bizantin a debarcat în port și a prădat orașul, forțându-l pe Ioan s se supună. Cu toate acestea, în 962, ducele Ioan s-a declarat supus față de împăratul occidental, Otto I. Între timp, în 958, Naples a fost din nou ținta unui asediu al musulmanilor.
Soția lui Ioan a fost senatrix romană Teodora, fiică a celebrei Teodora și a contelui Teofilact I de Tusculum. Astfel, Ioan avea legătură matrimonială cu celebra Marozia. De altfel, el și/a trimis fiul, Landulf pentru a fi crescut la Roma de către Marozia. Sora sa, Orania a fost căsătorită cu ducele Docibilis al II-lea de Gaeta, contribuind astfel la alianța dintre Gaeta și Neapole. Fiul său mai vârstnic, Marin, i-a succedat la conducerea ducatului, ca Marin al II-lea. În 944, Marin a fost numit co-duce și, în același an, abatele Eudes de Cluny l-a vizitat pe Ioan.
Ioan a fost un om de litere și iubitor de filosofie. El și Teodora l-au însărcinat pe arhipreotul Leon să meargă la Constantinopol ca ambasador și să aducă la Napoli cât mai multe manuscrise grecești posibil. Leon a revenit cu Chronographia lui Theofan, Antichitățile iudaice ale lui Iosephus Flavius, De Prodigiis a lui Titus Livius, scrieri ale lui Pseudo-Dionisie Areopagitul și Historia Alexandri Magni. După moartea Teodorei, Ioan s-a îndeletnicit cu lectura și teoretizarea, contemplarea și chiar traducerea în latină a diferite texte.